# Валцер
Реч валцер потиче од   што значи „котрљати, окретати, клизити”. Бечки валцер је настао у бечким четвртима и алпским регијама Аустрије. Извори су му у фолклорним плесовима аустријских сељака. Појавио се у 17. веку, а у 18. веку је био масовно прихваћен од аустријског племства. У Енглеској се први записи о валцеру јављају 1801. године, а због строгог енглеског морала, валцер је био прихваћен у споријем и лаганијем ритму. Основни кораци су се лако и брзо учили, па је валцер био изложен критикама дворских мајстора плеса. Такође је био морално критикован због преблиског и присног држања и брзих окрета.

## Бечки валцер
Плеше се у пару и спада у групу стандардних плесова. Музика је 3/4 и 3/8 такта, око 54-60 тактова у минуту. Између музичког ритма, и ритма у игри парова, јавља се карактеристичан контакт између троделности такта и дводелности ритмичке основе играчких покрета, јер за извршење једне прописане фигуре потребна су два такта музике.

## Основни кораци
Основни корак у страну, основни корак напред-назад, основни корак у круг, десни окрет, леви окрет, десни окрет у месту, леви окрет у месту.
Ово су основни кораци и фигуре који се уче у свим плесним школама и сви их углавном знају. Кораци су једноставни за учење али због брзине доста захтевни за извођење, тако да велики број људи заправо неправилно плеше и плесање бечког валцера им представља напор а не уживање.
Кључ успеха у плесању бечког валцера је у добро показаној и увежбаној техници извођења основног корака.
Уколико се правилно савладају основни кораци и научи интензивно окретање, а да вам се не заврти у глави, онда плесање бечког валцера ствара непоновљив осећај уживања.

## Истрорија
Постоји много референци на клизни или клизећи плес који би еволуирао у валцер који датира из Европе из 16. века, укључујући и представе графике Ханса Себалда Бехама. Француски филозоф Мишел де Монтењ писао је о плесу који је видео 1580. године у Аугзбургу, где су се плесачи држали тако чврсто да су им се лица додиривала. Кунц Хас (приближно из истог периода) је написао: „Сада плешу безбожног Велера или Спинера. „Енергични сељак играч, пратећи инстинктивно сазнање о тежини пада, користи свој вишак енергије да сву своју снагу притисне у правилан такт такта, појачавајући тако своје лично уживање у плесу.“ Око 1750. године, нижи слојеви у регионима Баварске, Тирола и Штајерске почели су да плешу у паровима плес под називом валцер. Ландлер, такође познат као Шлајфа, сеоски плес у 3
4 метрици, био је популаран у Бохемији, Аустрији и Баварској, а проширио се са села на предграђе града. Док су виши слојеви осамнаестог века наставили да плешу менуете (као што су они од Моцарта, Хајдна и Хендла), племићи којима је било досадно су се укључивали у балове својих слуга.
У немачком роману Софи фон Ла Рош Geschichte des Fräuleins von Sternheim из 1771. године, један високоумни лик жали се на новоуведени валцер међу аристократама на следећи начин: „Али када ју је обгрлио руком, притиснуо ју је на своје груди, заиграо с њом у бестидном, непристојном вртложном плесу Немаца и упустио се у фамилијарност која је нарушила све границе доброг васпитања - тада се моја тиха беда претворила у горући бес.”
Описујући живот у Бечу (датирано 1776. или 1786. године), Дон Курзио је написао: „Људи су лудо плесали... Бечке даме су посебно слављене због своје грациозности и покрета валцера од којих се никада не умарају“. Постоји валцер у финалу другог чина опере Уна Коса Рара Мартина и Солера из 1786. Солеров валцер је био означен као andante con moto, или „у ходу са покретом“, али је ток плеса био убрзан у Бечу што је довело до Geschwindwalzer, и Galloppwalzer.
У 19. веку та реч је првенствено означавала да је плес био прекретница; неко би „валцовао” у полки да би означио ротацију уместо да иде право напред без окретања.
Шоканирајући многе када је први пут представљен, валцер је постао модеран у Бечу око 1780-их, а проширио се на многе друге земље у годинама које су уследиле. Према речима савременог певача Мајкла Келија, у Енглеску је стигао 1791. године. Током Наполеонских ратова, пешадијски војници Краљеве немачке легије су од 1804. године представили плес народу Бексхила у Сасексу.
То је постало модерно у Британији током периода регентства, пошто је постало респектабилно захваљујући подршци Дороти Ливен, супруге руског амбасадора. Писац дневника Томас Рејкс је касније испричао да „Ниједан догађај никада није произвео тако велику сензацију у енглеском друштву као што је увођење валцера 1813. претходне јесени”. Исте године, анонимно је објављена подругљива почаст плесу лорда Бајрона (написана претходне јесени). Утицајни мајстор плеса и аутор упутства, Томас Вилсон је 1816. објавио Опис исправног метода валцера. Алмаксов, најексклузивнији клуб у Лондону, дозволио је валцер, иако запис у Оксфордском речнику енглеског језика показује да се сматрао „разузданим и непристојним” још 1825. У делу Станарка напуштеног замка, Ен Бронте, у сцени смештеној у 1827. години, локални викар велечасни Милвард толерише кадриле и сеоске плесове, али одлучно интервенише када се захтева валцер, изјављујући „Не, не, не дозвољавам то! Хајде, време је да идемо кући.”

## Варијанте
У 19. и почетком 20. века постојале су бројне различите форме валцера, укључујући верзије изведене у 3
4, 3
8 или 6
8 (скакач), и 5
4 пута (5
4 валцеру, пола-пола).
Током 1910-их, Вернон и Ирена Касл су увели форму названу валцер оклевања. Укључивао је „колебања” и плесао се уз брзу музику. Оклевање је у основи заустављање стојећег стопала током пуног такта валцера, са покретном ногом суспендованом у ваздуху или полако вученом. Сличне фигуре (оклевање промена, оклевање повлачења и унакрсно оклевање) укључене су у Међународни стандардни програм валцера.
Кантри вестерн валцер је углавном прогресиван, креће се у смеру супротном од казаљке на сату око плесног подија. Држање и оквир су опуштени, са ставом који се граничи са погнутим. Преувеличани покрети шака и руку у неким стиловима плесних дворана нису део овог стила. Парови могу често да плешу у променадном положају, у зависности од локалних преференција. У оквиру Кантри Вестерн валцера, постоји шпански валцер и модернији (за касне 1930-их - почетак 1950-их) валцер потраге. Некада се сматрало лошим третманом да мушкарац натера жену да хода уназад, на неким местима.
У Калифорнији су свештеници Мисије забранили валцер све до 1834. године због „затвореног“ плесног положаја. Након тога се плесао шпански валцер. Овај шпански валцер је био комбинација плеса по просторији у затвореном положају и „формацијског” плеса два пара окренута један према другом и који изводе низ корака. „Троструки валцер“ је био „најранији“ корак у валцеру, а ражани валцер се преферирао као плес у пару.
- У савременом балском плесу, брзе верзије валцера се називају бечки валцер за разлику од спорог валцера.[23]
- У традиционалној ирској музици, валцер су предавали путујући мајстори плеса онима који су могли да приуште своје часове током 19. века. До краја тог века, плес се проширио на средњу и нижу класу ирског друштва, а традиционалне мелодије и песме са троструким мелодијама су измењене како би се уклопиле у ритам валцера. Током 20. века, валцер је пронашао изразито ирски стил свирања у рукама Кејли музичара на плесовима.[24][25]
- У народној игри из региона Алзаса, валцери у непарним ритмовима као што су 5
4, 8
4 су 11
4 су пронађени. У модерном балфолку свирају се и плешу валцери у још вишим метрикама.
- Естонски народни плес Лабајалавалс (равни валцер) изведен у 3
4 умношцима.[26]

Данас су брзи бечки валцер, који је заувек популаран од стране породице Штраус, и спорији валцери америчког и међународног стила изузетно популарни код плесача свих узраста.
- Самај (познат и као усул семај) је вокално дело османске турске музике компоновано у 6/8 метрици. Овај облик и метрика (усул на турском) се често меша са потпуно другачијим Саз семајсијем, инструменталном формом која се састоји од три до четири дела, у 10/8 метрици, или усул аксак семај (преломљени семај на турском). Семај је један од најважнијих облика отоманске турске суфијске музике..[27][28]
- Цамикос (грч. Τσάμικος, цамикос) или клефтикос (грч. Κλέφτικος) је популарна традиционална народна игра Грчке која се изводи на музику 3
4 метрике.[29]